# Municipi de Kuldīga
El municipi de Kuldīga (en letó: Kuldīgas novads) és un dels 36 municipis de Letònia, que es troba localitzat a l'oest del país bàltic, i que té com a capital la localitat de Kuldīga. El municipi va ser creat l'any 2020 després de la reorganització territorial.

## Ciutats i zones rurals
- Ēdoles pagasts (zona rural)
- Gudenieku pagasts (zona rural)
- Īvandes pagasts (zona rural)
- Kabiles pagasts (zona rural)
- Kuldīga (ciutat)
- Kurmāles pagasts (zona rural)
- Laidu pagasts (zona rural)
- Padures pagasts (zona rural)
- Pelču pagasts (zona rural)
- Rendas pagasts (zona rural)
- Rumbas pagasts (zona rural)
- Snēpeles pagasts (zona rural)
- Turlavas pagasts (zona rural)
- Vārmes pagasts (zona rural)

## Població i territori
La seva població està composta per un total de 27.430 persones (2009). La superfície del municipi té uns 1.756,7 kilòmetres quadrats, i la densitat poblacional és de 15,61 habitants per kilòmetre quadrat.
A la zona rural de Laidu es troba el Palau de Laidu.